# Колбордоло
Колбордоло (итал. Colbordolo) је насеље у Италији у округу Пезаро и Урбино, региону Марке.
Према процени из 2011. у насељу је живело 294 становника. Насеље се налази на надморској висини од 299 м.

## Становништво
| 1936. | 1951. | 1961. | 1971. | 1981. | 1991. | 2001. | 2011. |
| ----- | ----- | ----- | ----- | ----- | ----- | ----- | ----- |
| 3.581 | 3.599 | 3.097 | 3.004 | 3.847 | 4.077 | 5.087 | 6.175 |